# Peter Kenez
Peter Kenez (geboren als Péter Kenéz am 5. April 1937 in Budapest) ist ein ungarisch-US-amerikanischer Historiker.

## Leben
Péter Kenéz wuchs in Pesterzsébet auf. Sein Vater wurde im März 1944 verhaftet und in das KZ Auschwitz deportiert und ermordet. Seine Mutter flüchtete mit Péter nach Budapest, wo sie die Judenverfolgung durch das Eichmann-Kommando und die Pfeilkreuzler überlebten. 
Nach dem Ungarischen Volksaufstand 1956 flüchtete er in die USA. Kenez wurde in Geschichte bei Richard Pipes an der Harvard University promoviert. Er lehrte ab 1966 russische und moderne europäische Geschichte an der University of California, Santa Cruz und wurde dort Professor. 

## Schriften (Auswahl)
- Civil War in South Russia, 1918: The First Year of the Volunteer Army. Berkeley: University of California Press, 1971
- Civil War in South Russia, 1919–1920: The Defeat of the Whites. Berkeley: University of California Press, 1977
- The birth of the propaganda state: Soviet methods of mass mobilization, 1917–1929. Cambridge: Cambridge University Press 1985
- mit Abbott Gleason, Richard Stites (Hrsg.): Bolshevik Culture: Experiment and Order in the Russian Revolution. Indiana University Press, 1985
- Cinema and Soviet Society, 1917–1953. Cambridge University Press, 1992 (2001)
- Varieties of Fear: Growing Up Jewish under Nazism and Communism. Washington: American University Press, 1995
- mit Christopher Mount: Stenberg Brothers: Constructing a Revolution in Soviet Design. The Museum of Modern Art, New York 1997, ISBN 0-87070-051-0
- A History of the Soviet Union from the Beginning to the End. New York, Cambridge University Press, 1999
- Red Attack, White Resistance: Civil War in South Russia 1918. New Academia Publishing 2004 ISBN 0-9744934-4-9
- Hungary from the Nazis to the Soviets: The Establishment of the Communist Regime in Hungary, 1944–1948. New York: Cambridge University Press, 2006
- mit Murray Baumgarten, Bruce A. Thompson (Hrsg.): Varieties of Antisemitism. History, Ideology, Discourse. Newark: University of Delaware Press, 2009 ISBN 978-0-87413-039-3
- The Coming of the Holocaust: From Antisemitism to Genocide. Cambridge University Press, 2013